# 2021년 세계 태권도 선수권 대회
2021년 세계 태권도 선수권 대회는 2021년 중국 우시에서 개최 예정인 제25회 세계 태권도 선수권 대회이다. 